# ATLAS Transformation Language
Pour les articles homonymes, voir ATL.
ATLAS Transformation Language (ATL) est un langage de transformation de modèles plus ou moins inspiré par le standard QVT de l'Object Management Group. Il est disponible en tant que plugin dans le projet Eclipse. Le site de l'université de Nantes fournit des informations détaillées sur le langage ATL, sur son environnement de développement et ses bibliothèques de transformations associées.[style à revoir]

## Description
ATL est un prototype académique de composant de transformation de modèles du projet Eclipse Modeling. Sont également annoncés deux autres composants, l'un en provenance de Compuware, l'autre de Borland. Des ponts entre ces trois composants sont prévus.[Quand ?]
Pour toute information sur la transformation de modèles à modèles, on consultera le groupe de news suivant :  M2M newsgroup qui donne les dernières informations sur l'évolution de la pratique dans ce domaine. La fondation Eclipse est membre de l'OMG depuis janvier 2007.[style à revoir]
Les plugins Eclipse sont distribués sous la  licence libre EPL.